# Conti di Forcalquier

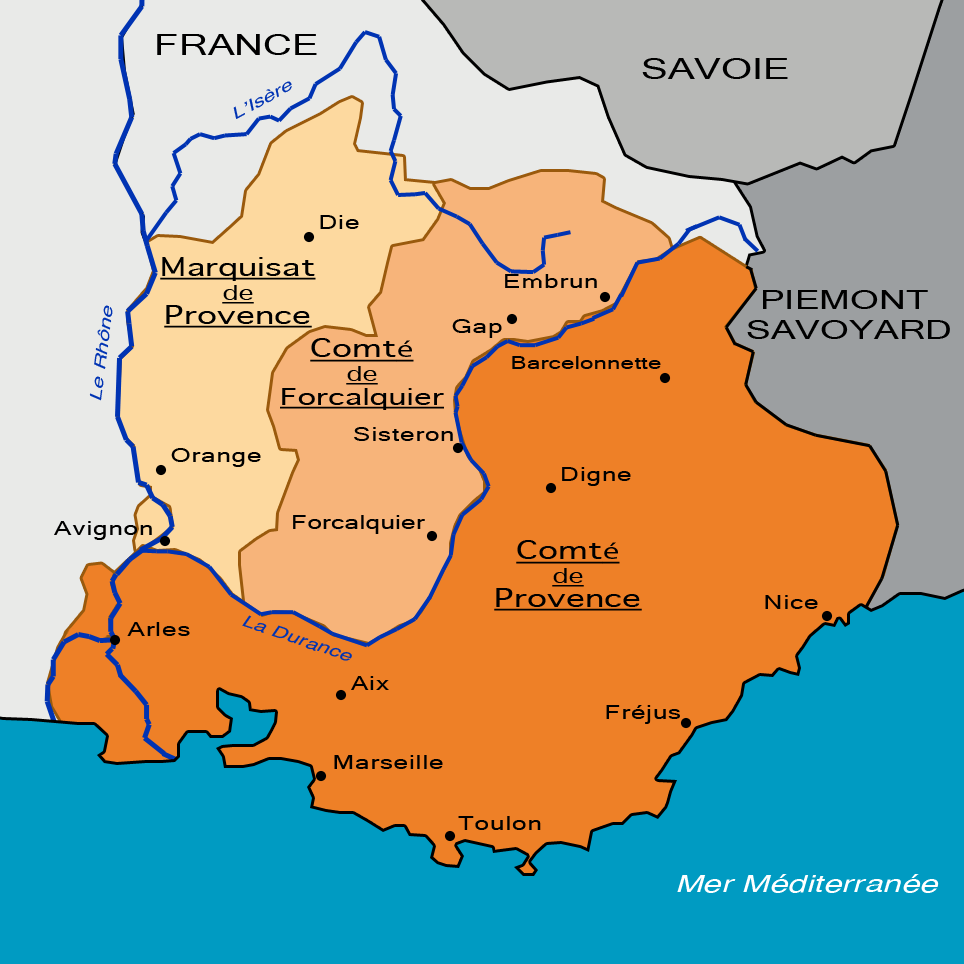
Divisione della Provenza tra contea e marchesato di Provenza e contea di Forcalquier, nel 1125

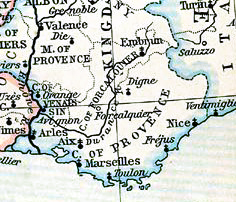
Divisione della Provenza tra contea e marchesato di Provenza e contea di Forcalquier, nel 1184

La contea di Provenza e la contea di Forcalquier nel Sacro Romano Impero Germanico, il marchesato, nel regno di Francia, verso la fine del XII secolo

Le regole di successione della contea di Provenza vogliono che i figli di un conte gli succedano insieme e regnino sulla contea in maniera indivisa. Il conte Folco Bertrando possedeva inoltre in proprio il castello di Forcalquier.
La famiglia comitale di Provenza s'estinse nel 1093 e tre famiglie condivideranno in seguito la Provenza: la casata di Tolosa, quella di Barcellona e quella di Urgell. I conflitti d'interesse tra queste famiglie non permisero mai di mantenere indivisa la contea e alla fine delle guerre baussene si procedette alla spartizione della contea fra tre casate.
I conti della casata di Urgell, discendenti da Folco Bertrando e possessori dunque di Forcalquier avevano preso il titolo di conte di Forcalquier.

## Elenco dei conti di Forcalquier

### Dinastia Bosonide
1019-1051 : Folco Bertrando († 1051), conte di Provenza, figlio di Guglielmo II, conte di Provenza
sposato a Ildegarda
1051-1063/7: Guglielmo Bertrando II, conte di Provenza, figlio primogenito del precedente
sposato a Teresa d'Aragona, poi ad Adelaide di Cavenez
1051-1065 : Goffredo II, conte di Provenza, figlio cadetto di Folco Bertrando
sposato a Ermengarda
1063/7-1129 : Adelaide († 1129), figlia di Guglielmo V e di Adelaide di Cavenez. Costei avrà il titolo di contessa di Forcalquier
sposata a Armengol IV († 1092), conte di Urgell

### Casata di Urgel
1129-1129 : Guglielmo III d'Urgel († 1129), figlio dei precedenti
sposato a Gersenda d'Albon, figlia di Ghigo III d'Albon, delfino del Viennese
1129-1149 : Ghigo d'Urgel, figlio del precedente

Blasone dei Forcalquier

1129-1144 : Bertrando I d'Urgel, fratello del precedente
sposato a Giosseranda di Flotte
1144-1207 : Bertrando II d'Urgel († 1207), figlio del precedente
sposato a Cecilia di Béziers
1144-1209 : Guglielmo IV d'Urgel († 1209), fratello del precedente
sposato a Adelaide di Béziers
1209-1219 : Alice d'Urgel († 1219), sorella del precedente (in contrapposizione alla pronipote Garsenda di Sabran)
sposata a Guiraud II Amic, della famiglia De Sabran

### Casata di Sabran
1209-1222 : Garsenda di Sabran (1180 † 1242), figlia di Raniero I de Sabran († 1224), signore di Caylar, e di Garsenda d'Urgel, figlia di Guglielmo IV
sposata a Alfonso II d'Aragona, conte di Provenza.
Garsenda fu contrapposta prima alla prozia, Alice d'Urgel e poi al di lei figlio, Guglielmo di Sabran, che fu sconfitto dal figlio di Alfonso II e Garsenda, Raimondo Berengario IV di Provenza.
Raimondo Berengario IV, che era anche conte di Provenza, riunì definitivamente la contea di Forcalquier a quella di Provenza

### Fonti primarie
- (LA)  Cartoulaire de Marseille Saint-Victor Tome II.
- (LA)  Cartoulaire de Marseille Saint-Victor Tome I.
- (LA)  Recueil des Chartes de l'Abbaye de Cluny, tome IV.
- (LA)  Recueil des Chartes de l'Abbaye de Cluny, tome III.
- (LA)  Histoire Générale de Languedoc, Tome V, Preuves, Chartes et Diplômes.
- (LA)  Rodulfi Glabri Historiarum Libri Quinque.
- (LA)  Gallia Christiana Novissima, Tome I, Aix, Instrumenta, Sisteronue.
- (LA)  Cartulaire de Saint-André.
- (LA)  Rerum Gallicarum et Francicarum Scriptores, tome XI.
- (LA)  Obituaire du chapitre de Saint-Mary de Forcalquier.
- (LA)  Cartulaire de Hugues de Chalon (1220-1319) .

### Letteratura storiografica
- Louis Halphen, La Francia nell'XI secolo, in «Storia del mondo medievale», vol. II, 1999, pp. 770–806
- Louis Halphen, Il regno di Borgogna, in «Storia del mondo medievale», vol. II, 1999, pp. 807–821
- E. F. Jacob, Innocenzo III, in «Storia del mondo medievale», vol. V, 1999, pp. 5–53
- Louis Halphen, La Francia: Luigi VI e Luigi VII (1108-1180), in «Storia del mondo medievale», vol. V, 1999, pp. 705–739
- Rafael Altamira, La Spagna (1031-1248), in «Storia del mondo medievale», vol. V, 1999, pp. 865–896
- Paul Fournier, Il regno di Borgogna o di Arles dall'XI al XV secolo, in «Storia del mondo medievale», vol. VII, 1999, pp. 383–410
- (ES)  Crónica de San Juan de la Peña.
- (FR)  Histoire Générale de Languedoc avec des Notes, Tome IV.
- (FR)  Gallia Christiana Novissima, Tome I, Province d'Aix.
- (ES)  Historia de los condes de Urgel, Tomo I.
- (FR)  Gallia Christiana Novissima, Metropole d'Aix, Gap.
- (FR)  Gallia Christiana Novissima, Province d'Aix, Aix Arles Embrunes, parte I.
- (FR)  Histoire générale des Alpes Maritimes ou Cottiènes par Marcellin Fornier, Continuation, Tome III.
- (FR)  Histoire générale des Alpes Maritimes ou Cottiènes par Marcellin Fornier, Continuation, Tome I.
- (FR)  Titres de la Maison ducale de Bourbon, Tome I.